# Philip Ledger
Philip Ledger CBE, född 12 december 1937 i Bexhill-on-Sea, East Sussex, död 18 november 2012, var en brittisk dirigent, tonsättare, organist och akademisk ledare. Ledger var dirigent för the Choir of King's College, Cambridge mellan 1973 och 1982 och chef för the Royal Scottish Academy of Music and Drama från 1982 till sin pensionering 2001.
Ledger utbildade sig vid King's College, Cambridge. Han blev organist i Chelmsford Cathedral 1961 och "director of music" vid University of East Anglia 1983 där han också var dekanus för den konstnärliga fakulteten. År 1968 var han konstnärlig ledare för Aldeburgh Festival tillsammans med Benjamin Britten och Peter Pears. I Cambridge var han vid sidan av befattningen vid King’s College också dirigent för "Cambridge University Musical Society".
Ledger har gjort ett stort antal inspelningar tillsammans med artister som  Benjamin Britten, Dame Janet Baker, Paul Tortelier, Pinchas Zukerman och Robert Tear. 
För ensemblerna i Cambridge skrev han många kompositioner och arrangemang.